# Castanopsis lanceifolia
Castanopsis lanceifolia är en bokväxtart som först beskrevs av Oerst., och fick sitt nu gällande namn av Paul Robert Hickel och Aimée Antoinette Camus. Castanopsis lanceifolia ingår i släktet Castanopsis och familjen bokväxter. Inga underarter finns listade.